# Maggie Widstrand
Maggie Widstrand (oprindeligt Margareta Birgitta Widstrand, født 28. maj 1963 i Sollentuna) er en svensk filmcaster, der ligeledes finder rollebesætninger til tv og teater. Hun castede til sin første film i 1989, der blev sendt året efter.
Widstrand blev tildelt Gullspira-prisen ved Guldbaggeuddelingen 2010 for sine enestående bidrag til børne- og ungdomsfilm. Hun har desuden castet børn i roller til Dramaten, Stockholms stadsteater, til cirkus, til adskillige reklamefilm og til nogle kort- og novellefilm.

## Filmografi
På IMDb (The Internet Movie Database) findes en liste over Maggie Widstrands castingproduktioner samt hendes øvrige arbejde med film, tv-serier og teater. Hendes seneste castingarbejde fandt sted i 2022.